# The 1960 Birdland Sessions
The Legendary Bill Evans Trio : The 1960 Birdland Sessions est un album compilation du pianiste de jazz Bill Evans, interprété en public en 1960 et paru en 1992.

## Historique
Avec les albums Portrait in Jazz, et Explorations, et les sessions live du Village Vanguard (Waltz for Debby et Sunday at the Village Vanguard), ces titres sont les seuls enregistrements existants du "légendaire" trio Evans / LaFaro / Motian.
Les titres qui composent cet album ont été enregistrés en public au Birdland à New York le 12 mars
(pistes 1-3), le 19 mars (pistes 4-5), le 30 avril (pistes 6-9) et le 7 mai (pistes 10-12) 1960. Destinées à des diffusions radiophoniques, ces plages n'avaient pas été réalisées pour une publication sur disque. La qualité sonore est donc très médiocre.
L'album est publié en 1992 par le label Cool & Blue (CD 106).
Ces plages avaient déjà été publiées sous d'autres formes (avec des titres tronqués, des informations erronées et des titres fantaisistes) :
A Rare Original (Alto Records, AL 719); Hooray for Bill Evans Trio (Session Disc,  113)

## Titres de l’album
| No  | Titre                          | Auteur                                        | Durée |
| --- | ------------------------------ | --------------------------------------------- | ----- |
| 1.  | Autumn Leaves                  | Joseph Kosma, Jacques Prévert, Johnny Mercer  | 4:56  |
| 2.  | Our Delight                    | Tadd Dameron                                  | 3:39  |
| 3.  | Beautiful Love / Five          | Victor Young, Egbert Van Alstyne / Bill Evans | 5:24  |
| 4.  | Autumn Leaves                  | Joseph Kosma, Jacques Prévert, Johnny Mercer  | 6:48  |
| 5.  | Come Rain Or Come Shine / Five | Harold Arlen, Johnny Mercer / Bill Evans      | 5:08  |
| 6.  | Come Rain Or Come Shine        | Harold Arlen, Johnny Mercer                   | 4:55  |
| 7.  | Nardis                         | Miles Davis                                   | 7:26  |
| 8.  | Blue in Green                  | Miles Davis, Bill Evans                       | 6:14  |
| 9.  | Autumn Leaves                  | Joseph Kosma, Jacques Prévert, Johnny Mercer  | 7:09  |
| 10. | All Of You                     | Cole Porter                                   | 4:39  |
| 11. | Come Rain Or Come Shine        | Harold Arlen, Johnny Mercer                   | 4:39  |
| 12. | Speak Low                      | Kurt Weill, Ogden Nash                        | 6:48  |

## Musiciens
- Bill Evans : piano
- Scott LaFaro : contrebasse
- Paul Motian : batterie

Lors des quatre concerts, les musiciens sont annoncés par l'animateur "Symphony Sid" (Sid Torin).